# Ramón da Silva Ramos
Ramón da Silva Ramos, beter bekend als Ramón (Sirinhaém, 12 maart 1950) is een voormalig Braziliaanse voetballer en trainer.

## Biografie
Ramón begon zijn carrière bij Santa Cruz uit Recife. Hij werd topschutter van de Série A in 1973 met 23 goals en won vier staatstitels met de club. In 1976 speelde hij kort voor Internacional uit Porto Alegre, maar keerde al snel terug naar Recife om voor stadsrivaal Sport te spelen. Hierna maakte hij de overstap naar Vasco da Gama uit Rio de Janeiro waarmee hij in 1977 de staatstitel won. Na nog tussenstops bij Goiás en Ceará beëindigde hij zijn carrière bij kleinere clubs. 
In 1995 en 1996 was hij trainer voor Ferroviário uit Fortaleza. 